# Werther (pel·lícula de 1990)
Werther és una pel·lícula sueca del 1990 dirigida per Håkan Alexandersson. Els protagonistes foren Gert Fylking, Ulrika Hansson i Peter Kneip.

## Argument
El director Max ha estat en procés de fer una adaptació cinematogràfica de Les tribulacions del jove Werther de Goethe durant diversos anys, però té preocupacions tant a nivell privat com amb la pel·lícula.

## Repartiment
- Gert Fylking – Lessing
- Ulrika Hansson – Lotta / Lotte
- Peter Kneip – Walther
- Ellen Lamm – Emilia
- Jon Mellqvist	– Ossian
- Tomas Norström – Max Karlsson
- Peter Sjöquist – Viktor / Werther
- Lena Strömdahl – Martha
- Göran Thorell – Wilhelm / Albert
- Pernilla Glaser – un altre repartiment
- Nina Holst Ahlbom – altres participants
- My Liljander - altres actors
- Irma Schultz - altres actors
- Sophie Tolstoi - un altre repartiment

## Producció
La font de la pel·lícula va ser la novel·la Les tribulacions del jove Werther (1774), que va ser reelaborada en un guió per Alexandersson, Johann Peckermann i Tomas Norström . El fotògraf va ser Christer Strandell, el compositor Kjell Westling i l'editor Thomas Täng. El rodatge va tenir lloc a Suècia el 1989 i la pel·lícula es va estrenar el 2 de febrer de 1990 als cinemes Bian de Malmö i Fågel Blå d’Estocolm .